# العلاقات الروسية المصرية

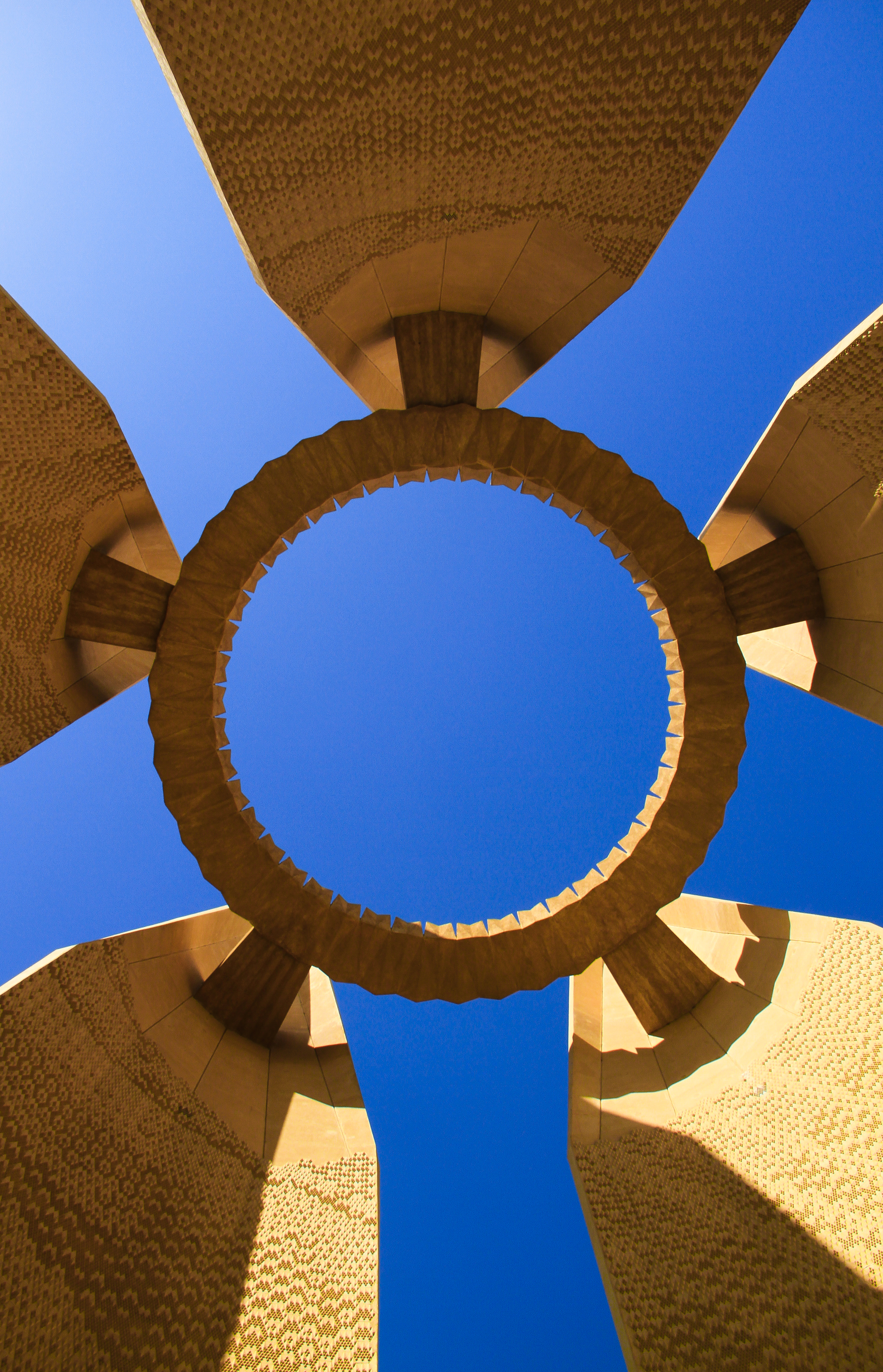
نصب تذكاري للصداقة المصرية السوفييتية عند السد العالي قرب أسوان.

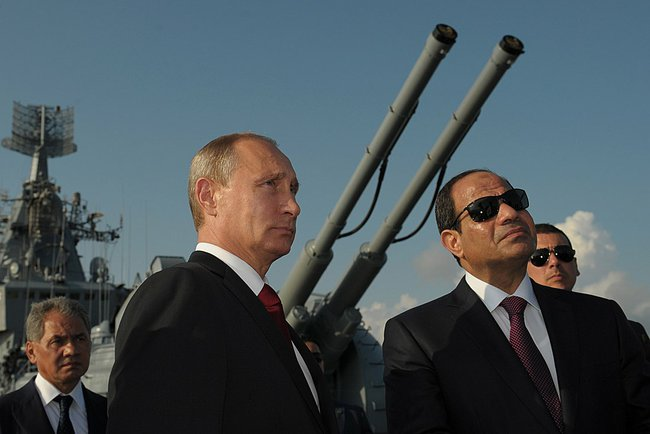
الرئيس المصري عبدالفتاح السيسي ونظيره الروسي فلاديمير بوتين يزوران الطراد الصاروخي «موسكفا».

العلاقات الروسية المصرية القنصلية تعود إلى 1784، أما العلاقات الدبلوماسية بين الاتحاد السوڤييتي ومصر فقد بدأت في 26 أغسطس 1943. ولمصر سفارة في موسكو. ولروسيا سفارة في القاهرة وقنصلية عامة في الإسكندرية.

## التاريخ

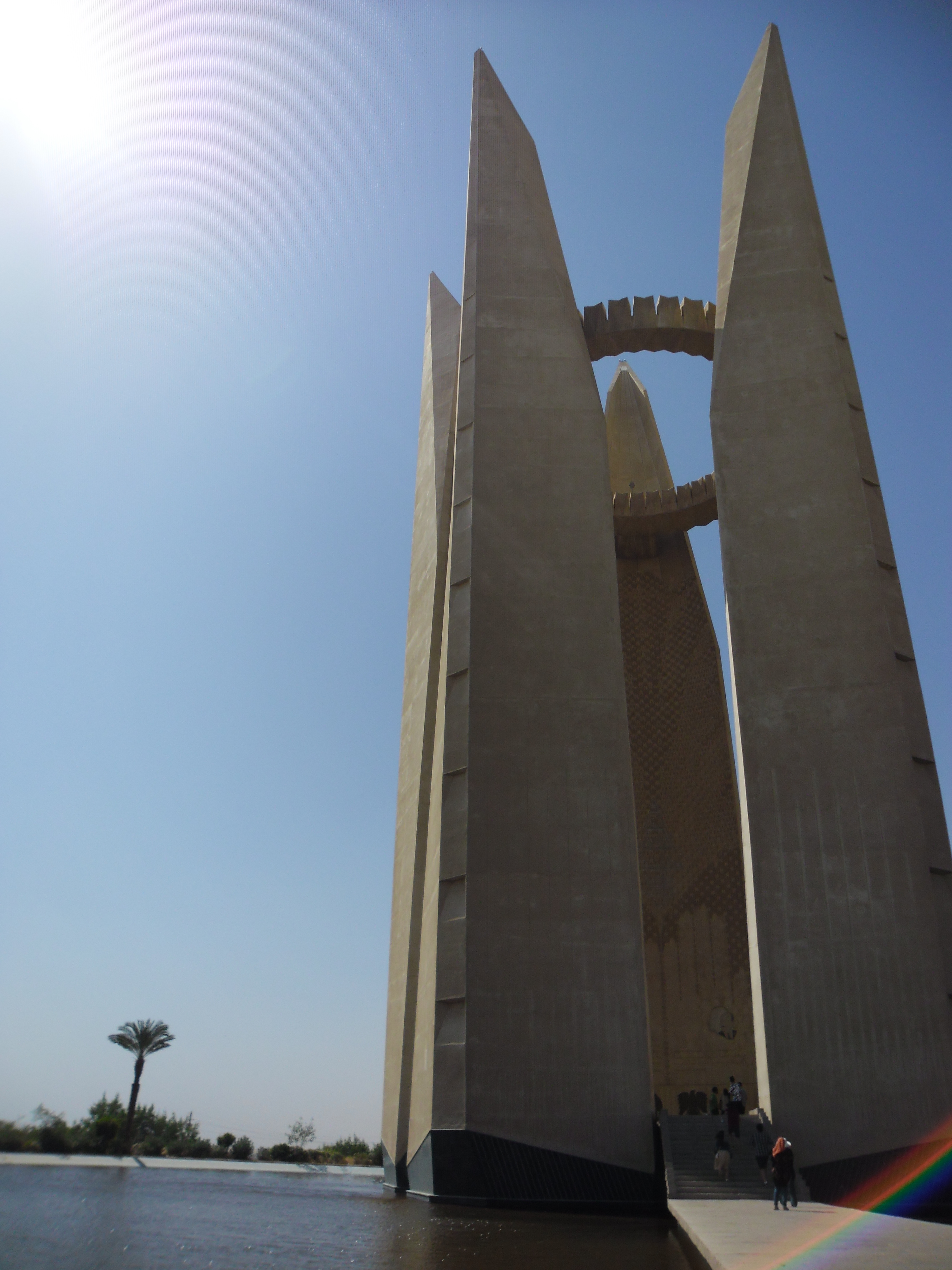

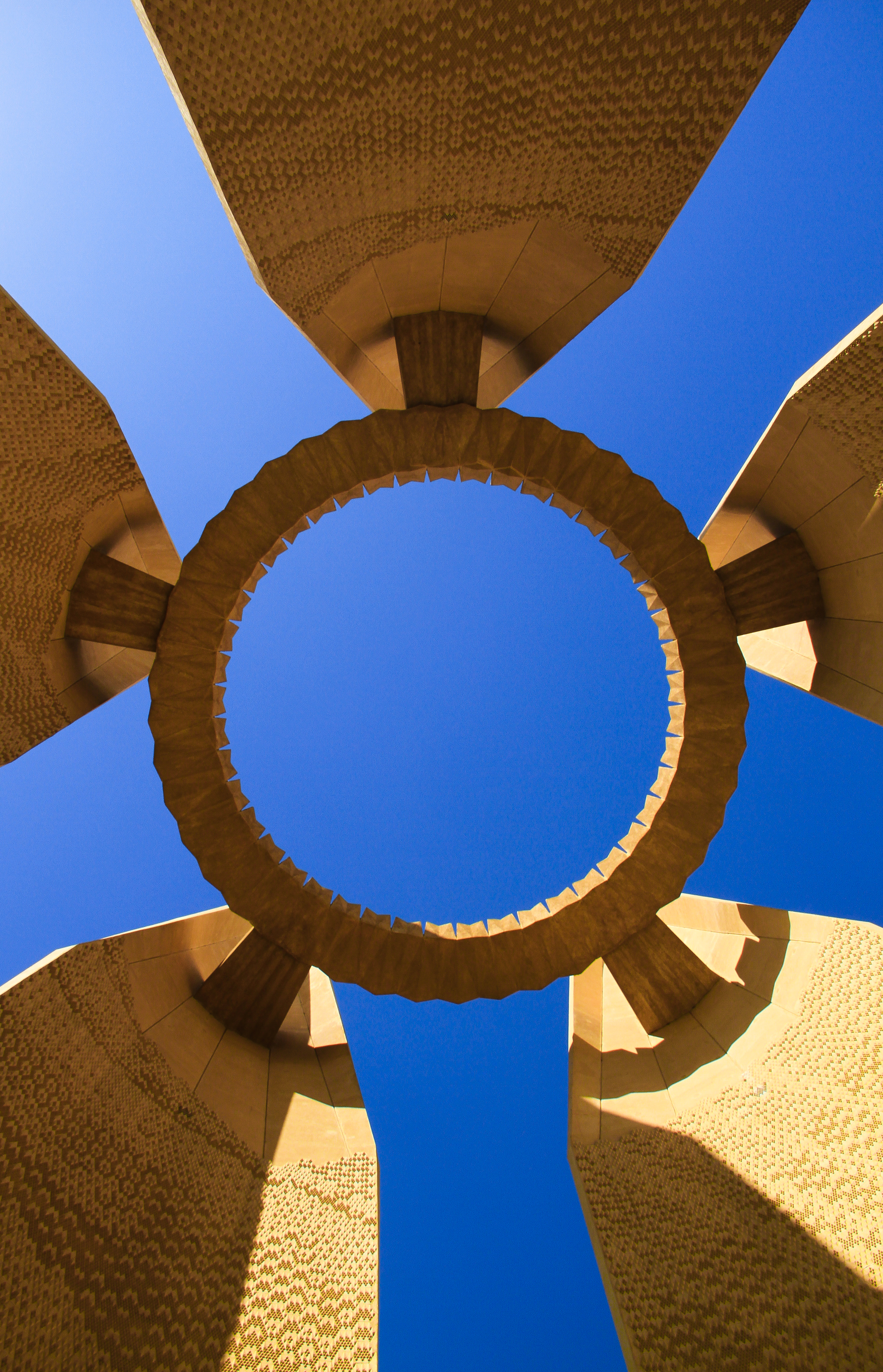
يقع نصب الصداقة الروسية المصرية بالقرب من السد العالي في أسوان بمصر

للعلاقات بين روسيا ومصر تاريخ طويل، يعود تاريخه إلى ما قبل القرن السادس عشر. في البداية، تركزت على دعم الحكومة الروسية والكنيسة الروسية للكنيسة الأرثوذكسية اليونانية في الإسكندرية. في وقت مبكر من عام 1556، أرسل البطريرك يواكيم من الإسكندرية رسالة إلى القيصر الروسي إيفان الرابع، يطلب من الملك الأرثوذكسي تقديم بعض المساعدة المادية لدير القديسة كاترين الإسكندرانية في شبه جزيرة سيناء، الذي عانى من الأتراك. في عام 1558، أرسل القيصر إلى مصر وفدًا بقيادة رئيس الشمامسة جينادي، الذي توفي في القسطنطينية قبل أن يتمكن من الوصول إلى مصر. منذ ذلك الحين، ترأس السفارة تاجر سمولينسك، فاسيلي بوزنياكوف. زار وفد بوزنياكوف الإسكندرية والقاهرة وسيناء، وأحضر للبطريرك معطفًا من الفرو وأيقونة أرسلها القيصر. وقد أصبح وصف بوزنياكوف لرحلاته التي استغرقت عامين ونصف العام، والتي ربما كانت أول تقرير روسي مباشر عن رحلة إلى أفريقيا، شائعًا بين القراء الروس لعدة قرون تلت ذلك.

### العلاقات الروسية المصرية 1784-1941
يعود تاريخ العلاقات الدبلوماسية بين الإمبراطورية الروسية ومصر إلى أكثر من مئتين وخمسة وعشرين عاما عندما اصدرت الإمبراطورة يكاترينا الثانية عام 1784 مرسوما يقضي بتعين كندراتي فون تونوس كأول قنصل روسي في الإسكندرية ليضع حجر الأساس في بناء تاريخ طويل من العلاقات بين مصر وروسيا لا تزال مستمرة ليومنا هذا، لكن أول قنصلية روسية أفتتحت بشكل فعلي في القاهرة يعود تاريخها إلى العام 1862 عندما أرسلت وزارة الخارجية خريج دائرة الشرق الأوسط الدبلوماسي ألكسي لاكوفسكي في محاولة لتنشيط دور روسيا الامبراطورية في الشرق، وتحديدا من مصر التي كانت ولو بشكل غير رسمي لا تزال في حينها خاضعة للسيطرة العثمانية مما جعل من عمل القنصلية في القاهرة أمرا ذا أهمية قصوى. فخلال فترات قصيرة وبنتيجة النجاحات التي حققها لاكوفسكي استطاعت القنصلية الروسية توسيع نشاطها الدبلوماسي على الأراضي المصرية لتصل إلى مدن أخرى فبإضافة إلى توسيع عمل القنصلية في الإسكندرية تم افتتاح مكاتب إخرى في كل من بورسعيد والسويس والمنصورية والاسماعلية وغيرها من المدن المصرية.
ومع تشكل الجمعية الروسية للملاحة والتجارة عام 1856 ودخول قناة السويس قيد الخدمة، بدأت العلاقات الروسية المصرية تأخذ طابع التعاون في مجالات عدة بما فيها التعاون في مجال ري الأراضي والجيولوجيا والآثار والسياحة والطب والثقافة. وشهدت تلك الفترة تبادل الزيارات لممثلين عن القيصر الكسندر الثاني ومحمد علي الذي فتح بدوره نافذة للحوار السياسي أيضا مع الإمبراطورية الروسية في حينها، تكللت فيما بعد بزيارة أخوة القيصر ألكسندر الثالث إلى مصر عام 1888 ونجليه نيقولاي الثاني (آخر امبراطور لروسيا مستقبلا) وگيورگي في عام 1890 ومن ثم الزيارة التي قام بها الخديوي عباس قبل تولية مهمات السلطة إلى مدينة سانت بطرسبرغ. وفي العام 1900 قام بزيارة إلى مدينة اوديسا عندما كان متوجها إلى رومانيا. إلا أن الزيارة المهمة في تاريخ العلاقات بين البلدين هي تلك التي قام بها الأمير محمد علي عام 1909 إلى القوقاز ورحلته الشهيرة إلى سيبريا في طريقه إلى اليابان.
وعلى الرغم من كل هذه العلاقات المنفتحة على مصر فإن الدبلوماسية الروسية لم تنظر إلى مصر كدولة مستقلة، وذلك مراعاة لأعتبارات اخلاقية وادبية تجاه السلطان التركي ولكنها كانت تدعم توجهات الشعب المصري للحصول على الاستقلال عن السيطرة التركية والبريطانية. ونتيجة الدور الكبير الذي لعبه ألكسي سميرنوڤ كمبعوث وسفير للإمبراطور الروسي استطاعت مصر الحفاظ على القرار السياسي الذاتي المستقل في إطار الامبراطورية العثمانية واستمر الامر على هذا الحال حتى الحرب العالمية الأولى.
هذه الحرب كانت بالنسبة للدبلوماسية الروسية تجربة جديدة لتثبت قدراتها على تحمل مسؤوليتها أمام الامبراطورية، ولا سيما أن المعارك الطاحنة على جبهات الحرب في فلسطين أوقعت المئات من الجنود الروس وكان على القنصلية استقبال الأعداد الكبيرة من الضحايا والجرحى والمهجرين وقد نجحت في إنجاز هذه المهمة الصعبة.
لكن لم تكن هذه هي المهمة الوحيدة التي وجب على الدبلوماسين الروس وتحديدا سميرنوف مواجهتها، فالنشاط الملحوظ لمؤيدي ثورة البلاشفة المتواجدين في مصر في حينها ونتيجة عدم الاستقرار السياسي فيها والوجود الكبير للمهاجرين من أوروبا جعل من نشاط البلاشفة أمراً واقعياً كان على القنصلية مواجهته، وقد نجحت في نهاية المطاف في طرد مجموعة كبيرة من البلاشفة خارج الحدود المصرية، إلا أن انتصار ثورة أكتوبر في روسيا ووصول البلاشفة إلى الحكم وانهيار الامبراطورية حوَّلت سميرنوف وعددا كبير من الدبلوماسيين الروس إلى مهاجرين نتيجة عدم انصياعهم لقرارات حكومة روسيا السوفيتية آنذاك.

### العلاقات المصرية السوفيتية
إن التقلبات السياسية التي عصفت بروسيا بعد انتصار البلاشفة أثرت بشكل أو بآخر على العلاقات الدبلوماسية مع العالم ككل، لكن العلاقات المصرية السوفيتية استؤنفت من جديد فقط في العام 1943 ومنذ ذلك الحين تربط البلدين علاقات متميزه تسعى الحكومة المصرية لتحويلها إلى إستراتيجية والفضل في كل هذا يعود إلى الدبلوماسيين الروس الأوائل الذين وضعوا اللبنة الأولى في تاريخ العلاقات الروسية المصرية.
أقيمت العلاقات الدبلوماسية بين الاتحاد السوفيتي ومصر في 26 أغسطس 1943، وشهدت العلاقات بين البلدين تغيرات جدية، كما تغيرت أولوياتها على الصعيدين الخارجي والداخلي. أصبحت روسيا ومصر اليوم شريكتين على الصعيدين الثنائي والدولي.
وتمت الخطوة الأولى للتعاون المصري الروسي في أغسطس عام 1948 حين وقعت أول اتفاقية اقتصادية حول مقايضة القطن المصري بحبوب وأخشاب من الاتحاد السوفيتي، وشهدت العلاقة تطورات متلاحقة كان أبرزها بعد ثورة يوليو عام 1952 حين قدم الاتحاد السوفيتي لمصر المساعدة في تحديث قواتها المسلحة وتشييد السد العالي.

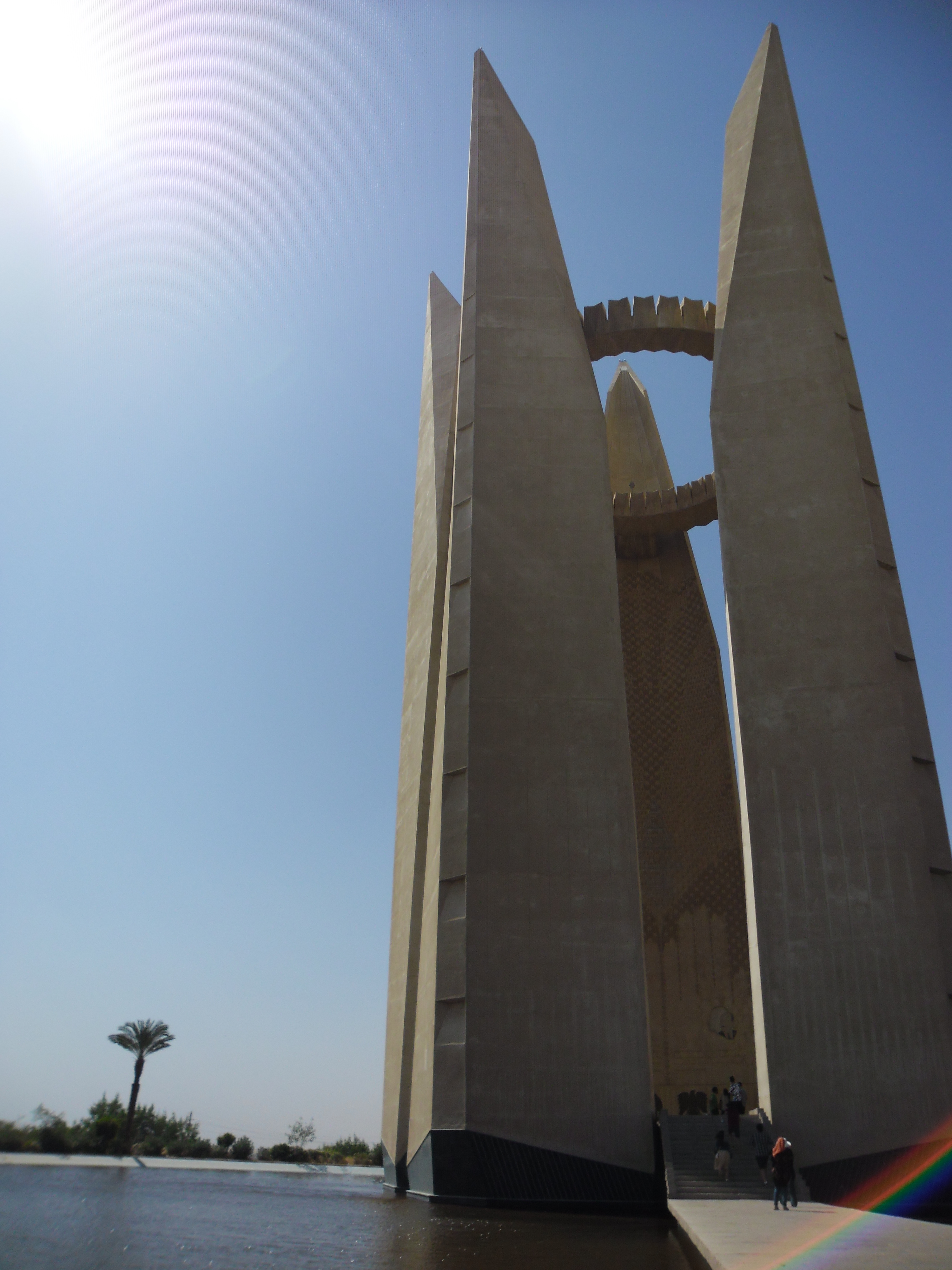

وبلغت العلاقات الثنائية ذروتها في فترة الخمسينات – الستينات من القرن العشرين حين ساعد آلاف الخبراء السوفيت مصر في إنشاء المؤسسات الإنتاجية، وبينها السد العالي في أسوان ومصنع الحديد والصلب في حلوان ومجمع الألومنيوم بنجع حمادي ومد الخطوط الكهربائية أسوان – الإسكندرية. وتم في مصر إنجاز 97 مشروعا صناعيا بمساهمة الاتحاد السوفيتي. وزودت القوات المسلحة المصرية منذ الخمسينات بأسلحة سوفيتية. وتلقت العلم أجيال من اولئك الذين يشكلون حاليا النخبة السياسية والعلمية والثقافية في بلاد الأهرام، ومن بينهم الرئيس المصري السابق حسني مبارك الذي تخرج من أحد المعاهد العسكرية السوفيتية.
وعلى الرغم من التوتر الذي شهدته العلاقات في عهد الرئيس المصري الراحل أنور السادات وانقطاعها تماما حتى سبتمبر 1981 فانها بدأت في التحسن التدريجي في عهد الرئيس مبارك.
وكانت مصر في طليعة الدول التي أقامت العلاقات الدبلوماسية مع روسيا الاتحادية بعد انهيار الاتحاد السوفيتي عام 1991. وتتطور العلاقات السياسية على مستوى رئيسي الدولتين والمستويين الحكومي والبرلماني. وجاءت الزيارة الرسمية الأولي للرئيس مبارك إلى روسيا الاتحادية في سبتمبر 1997، وقع خلالها البيان المصري الروسي المشترك وسبع اتفاقيات تعاون. وقام حسني مبارك بزيارتين إلى روسيا عام 2001 و2006 وأعدت خلالهما البرامج طويلة الأمد للتعاون في كافة المجالات والبيان حول مبادئ علاقات الصداقة والتعاون.
وقد قام الرئيس فلاديمير بوتين بزيارة عمل إلى القاهرة في 26-27 أبريل/نيسان عام 2005. وصدر في ختام المباحثات الثنائية التي جرت في القاهرة البيان المشترك حول تعميق علاقات الصداقة والشراكة بين روسيا الاتحادية وجمهورية مصر العربية والذي يؤكد طبيعتها الاستراتيجية. واتخذت دورة مجلس جامعة الدول العربية في سبتمبر/ايلول عام 2005 للمرة الأولى في تاريخها قرارا باعتماد سفير روسيا في جمهورية مصر العربية بصفته مفوضا مخولا لدى جامعة الدول العربية.
وفي 1- 2 نوفمبر/تشرين الثاني عام 2006 وصل الرئيس المصري حسني إلى موسكو بزيارة رسمية، وكان الوفد المرافق له يضم كلا من وزير الاعلام ووزير الصناعة والتجارة ووزير الاستثمار إلى جانب وزير الخارجية.
قام وزير الصناعة والطاقة الروسي فيكتور خريستينكو بزيارة إلى القاهرة في 10-11 أبريل/ نيسان عام 2007. وتم توقيع مذكرة التفاهم في مجال إنشاء منطقة صناعية خاصة يساهم فيها الرأسمال الروسي. وتم التركيز الخاص على هذه المسألة خلال المباحثات التي اجراها رئيس وزراء جمهورية مصر العربية أحمد نظيف مع نظيره فلاديمير بوتين، وذلك أثناء زيارته إلى موسكو في 10-13 نوفمبر/ تشرين الثاني. ومن الممقرر ان يبنى في المنطقة الصناعية الروسية معمل لصنع قطع الغيار للسيارات والطائرات ومشاريع الطاقة الروسية. وقد خصصت مصر قطعة ارض لإنشاء هذه المنطقة في ضاحية الإسكندرية برج العرب.
أصبح موضوع التعاون في ميدان الطاقة الذرية الموضوع الرئيسي للمباحثات التي جرت في موسكو يوم 25 مارس / آذار عام 2008 بين الرئيسين دميتري ميدفيديف وحسني مبارك وأسفرت عن توقيع اتفاقية حول التعاون في ميدان الاستخدام السلمي للطاقة الذرية.
في يوم 23 يونيو 2009 جرت في القاهرة المباحثات بين الرئيس الروسي دميتري مدفيديف ونظيره المصري حسني مبارك. وتم بعد اختتام لقائهما التوقيع على عدد من الوثائق الخاصة بالشراكة الاستراتيجية بين البلدين.كما وقع الجانبان اتفاقية حول تسليم السجناء لقضاء محكوميتهم في الوطن ومذكرة تفاهم بين وزارتي الثروات الطبيعية في البلدين والبروتوكول حول التعاون في مجال التلفزة واتفاقية التعاون في مجال الرقابة على المخدرات وغيرها. وقع رئيسا روسيا ومصر معاهدة الشراكة الاستراتيجية بين روسيا الاتحادية ومصر. وترسم هذه الوثيقة المؤلفة من 300 صفحة اتجاهات التعاون بين البلدين خلال السنوات العشر القادمة. وبالإضافة إلى ذلك تم توقيع مذكرة التفاهم بين وزارتي العدل في الدولتين ومذكرة التفاهم والتعاون بين وكالة الارشيف الفيدرالية الروسية والمكتبة الوطنية المصرية وارشيف مصر.

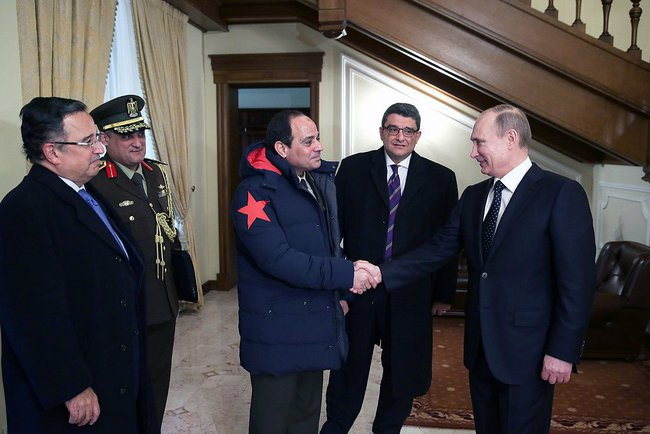
السيسي في زيارته الأولى لروسيا كوزير للدفاع، وأهداه بوتن سترة النجمة الحمراء (13 فبراير 2014)

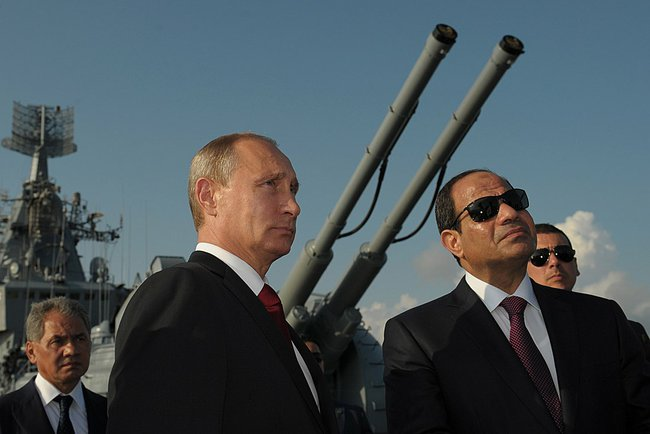
بوتن والسيسي، خلال زيارته الثانية للأخير، على متن الطراد الروسي موسكفا في سوتشي. (12 أغسطس 2014).

## العلاقات الاقتصادية
أما بالنسبة للميدان الاقتصادي فقد تقلص نطاق التعاون العملي في التسعينات. ولكن من الملاحظ أنه ينمو باطراد في السنوات الأخيرة. وقد بلغ حجم تبادل السلع والخدمات بين البلدين في عام 2006 حوالي مليار و950 مليون دولار. ويشكل التبادل التجاري منه قرابة المليار و200 مليون دولار.وقد ازداد حجم التبادل التجاري في السنوات الأربع بحوالي 5 امثال. وهو يشكل الآن أكثر من ملياري دولار. وبلغ التبادل السلعي بين البلدين في عام 2008 حوالي 2.065 مليار دولار. وتشغل الخامات والمواد الغذائية وزناً نوعياً عالياً في الصادرات الروسية بينما تشكل المنتجات الزراعية والسلع الاستهلاكية البنود الأساسية في الصادرات المصرية.
ويشهد التعاون بين مصر وروسيا في مجال الطاقة على التقدم الملحوظ للتعاون الروسي المصري الأمر الذي يبدو واضحاً في ميادين استخراج وإنتاج النفط والغاز الطبيعي. وتتابع شركة «لوكويل» النفطية الروسية بنجاح نشاطها في مصر. وقد وقعت شركة «نوفاتيك» في عام 2007 اتفاقية حول إنشاء مؤسسات مشتركة مع شركة«ثروة» لاستخراج وإنتاج الغاز في حقول بلدة العريش. كما تعمل شركة النفط والغاز الروسية العملاقة «گازپروم» بنشاط في مصر.
وتتطور العلاقات الثنائية في ميدان بناء المكائن، فيتم في مصر منذ عدة سنوات إنتاج سيارات «لادا». وقد وقعت شركة «كاماز» المساهمة الروسية مذكرة تفاهم في مارس/ آذار مع شركة مصرية.
وبلغت عدد الشركات الروسية والاستثمار الروسي في مصر 400 شركة روسية بإجمالي استثمار 7.4 مليار دولار يوفر العديد من فرص العمل، ومن أهم المشروعات التي تم الاتفاق عليها مشروع الضبعة النووي بتكلفة استثمارية قدرها 29 مليار دولار منها قرض وتمويل روسي قدره 25 مليار دولار، بالإضافة إلى المنطقة الصناعية الروسية في محور تنمية قناة السويس المتوقع أن تكون حجم الاستثمارات في هذه المنطقة يتجاوز الـ 8 مليارات دولار.
ومؤخرا قام البنك المركزي الروسي بإدراج الجنيه المصري ضمن أسعار صرف العملات بروسيا في المعاملات التجارية والتي بلغت قيمتها نحو 4.7 مليار دولار لعام 2021.

## التعاون في مجال الطاقة
في الوقت الحاضر أنجز الخبراء المصريون والروس العمل الخاص بإعداد اتفاقية ثنائية حول الاستخدام السلمي للطاقة النووية. ويرى العديد من الخبراء أن اختيار روسيا كشريك لتحقيق البرنامج الذري المصري أفضل من التعاون مع الولايات المتحدة في هذا المجال.وكان حسني مبارك قد أعلن في عام 2007 عن ضرورة الاستفادة من الطاقة الذرية لتوليد الكهرباء. وقد أصبح موضوع التعاون في ميدان الطاقة الذرية الموضوع الرئيسي للمباحثات التي جرت في موسكو يوم 25 مارس / آذار عام 2008 بين الرئيسين دميتري ميدفيديف وحسني مبارك وأسفرت عن توقيع اتفاقية حول التعاون في ميدان الاستخدام السلمي للطاقة الذرية التي ستتيح لروسيا المشاركة في المناقصة المتعلقة ببناء أول محطة كهرذرية بمصر. وكان الاتحاد السوفيتي قد أمد مصر بمفاعل ذري في عام 1958. وقد تم تشغيل هذا المفاعل في عام 1961. ومن جانب آخر زار مصر في 16 يونيو/حزيران الجاري سيرغي كيريينكو مدير عام شركة «روس آتوم» الحكومية الروسية. وتساهم شركة «لوكويل» الروسية في استثمار حقول النفط المصرية في الصحراء الغربية ومنطقة خليج السويس، وتنوي استثمار 400 مليون دولار في هذا المشروع. وفي أكتوبر / تشرين الأول عام 2004 انجزت الشركة مشروع مد خط انابيب تصدير النفط إلى خارج مصر عن طريق الساحل الغربي للبحر الأحمر والذي يبلغ طوله 100 كيلومتر. وقد اقامت شركة الغاز المصرية «ايجاز» التعاون النشيط مع شركتي «غازبروم» و«نوفاتيك» الروسيتين.
في الوقت الحاضر أنجز الخبراء المصريون والروس العمل الخاص بإعداد اتفاقية ثنائية حول الاستخدام السلمي للطاقة النووية. ويرى العديد من الخبراء أن اختيار روسيا كشريك لتحقيق البرنامج الذري المصري أفضل من التعاون مع الولايات المتحدة في هذا المجال.وكان حسني مبارك قد أعلن في عام 2007 عن ضرورة الاستفادة من الطاقة الذرية لتوليد الكهرباء. وقد أصبح موضوع التعاون في ميدان الطاقة الذرية الموضوع الرئيسي للمباحثات التي جرت في موسكو يوم 25 مارس / آذار عام 2008 بين الرئيسين دميتري ميدفيديف وحسني مبارك وأسفرت عن توقيع اتفاقية حول التعاون في ميدان الاستخدام السلمي للطاقة الذرية التي ستتيح لروسيا المشاركة في المناقصة المتعلقة ببناء أول محطة كهرذرية بمصر. وكان الاتحاد السوفيتي قد أمد مصر بمفاعل ذري في عام 1958. وقد تم تشغيل هذا المفاعل في عام 1961. ومن جانب آخر زار مصر في 16 يونيو/حزيران الجاري سيرغي كيريينكو مدير عام شركة «روس آتوم» الحكومية الروسية. وتساهم شركة «لوكويل» الروسية في استثمار حقول النفط المصرية في الصحراء الغربية ومنطقة خليج السويس، وتنوي استثمار 400 مليون دولار في هذا المشروع. وفي أكتوبر / تشرين الأول عام 2004 انجزت الشركة مشروع مد خط انابيب تصدير النفط إلى خارج مصر عن طريق الساحل الغربي للبحر الأحمر والذي يبلغ طوله 100 كيلومتر. وقد اقامت شركة الغاز المصرية «ايجاز» التعاون النشيط مع شركتي «غازبروم» و«نوفاتيك» الروسيتين.
تتطور العلاقات الثنائية في مجال صنع السيارات، وقد وقعت شركة«كاماز» في مارس / آذار عام 2004 مع شركة «تاكو يوروماتيك» المصرية مذكرة التفاهم حول إنشاء معمل تجميع السارات «كاماز». وفي فبراير/شباط عام 2006 تم افتتاح معمل تجميع السيارات «لادا» في مصر.
كما تطور التعاون في ميدان السياحة بصورة دينامية، وبلغ العدد الإجمالي للسياح الروس القادمين إلى مصر في عام 2008 نحو 1.8 مليون شخص بينما لم يتجاوز هذا العدد 750,000 سائح في عام 2005.
هناك تعاون بين البلدين في مجالات الطاقة غير التقليدية؛ إذ اتفقت مصر في أبريل 2014 مع روسيا على توريد احتياجات هيئة الطاقة الذرية من الوقود لتشغيل المفاعل النووي البحثي المصري الثاني، في ظل سعي مصر إلى تأمين الوقود النووي اللازم لأغراض البحوث. وتم الاتفاق مع روسيا من خلال بروتوكول تعاون على تحديث وتطوير المفاعل النووي البحثي المصري الأول الذي كانت روسيا قد قامت بتصنيعه في نهاية الخمسينيات. وبجانب ذلك، أعلن مجلس الوزراء المصري في أبريل 2020 إطلاق قمر صناعي جديد لأغراض التنمية من قاعدة باكي نور الروسية بكازاخستان.

## ميدان التعليم

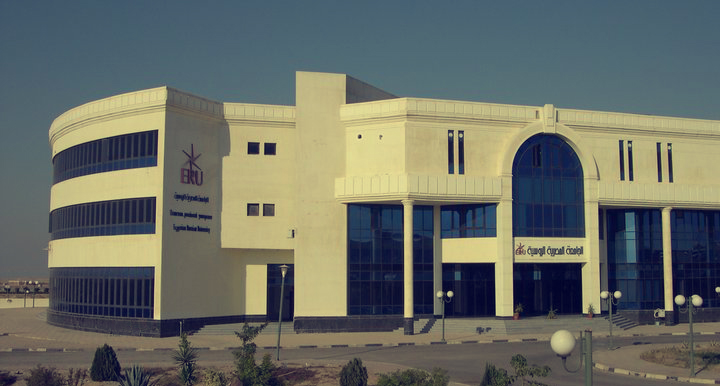
الجامعة المصرية الروسية.

في عام 2005 وقع وزير التعليم والعلوم الروسي آ.آ. فورسينكو مع نظيره المصري أ. سلامة بروتوكولاً خاصاً حول تطوير التعاون الثنائي في مضمار التعليم العالي والعلوم وذلك أثناء زيارة العمل التي قام بها إلى القاهرة.
وفي عام 2006 بدأت عملها في القاهرة الجامعة الروسية المصرية التي تأسست بمبادرة من الرئيس المصري حسني مبارك وافتتحت بمدينة بدر
خلال مدة قصيرة.

## وصلات خارجية
- موقع السفارة المصرية في موسكو.
- موقع السفارة الروسية في القاهرة.